# Jordan Mancino
Jordan Mancino er trommeslager i bandet As I Lay Dying. Ham og Tim lambesis er de eneste originale medlemmer tilbage. Jordan er meget kendt for sine ekstremt hurtige doublekicks, hvilket kan høres i en række sange, som "Nothing left". 

## Udstyr
- DW 9000 hardware
- Pacific Lxe series trommer.
- Zildijan bækkener.